# Raymond Ablack
Raymond „Ray” Ablack (ur. 12 listopada 1989 w Toronto) – kanadyjski aktor pochodzenia gujańskiego. Występował w roli Savtaja „Sava” Bhandari w serialu Degrassi: Nowe pokolenie.

## Wczesne lata
Urodził się i dorastał w Toronto jako syn Gujańczyków pochodzenia indyjskiego. Grał w lidze hokejowej. Zdobył czarny pas w gōjū-ryū, kobudō i ju-jitsu. Razem ze swoim zespołem SoundSpeed grał punk rock, ska i reggae. Studiował psychologię na Uniwersytecie Ryersona.

## Kariera
Od kiedy miał jedenaście lat, pojawiał się w reklamach telewizyjnych. Grał rolę młodego Simby w sztuce teatralnej Król lew w teatrze Księżniczki Walii w Toronto. Potem otrzymał rolę w Degrassi: Nowe pokolenie. Śpiewał także hymn narodowy na meczu hokejowym Toronto Maple Leafs.
Był w Afryce razem z pięciorgiem aktorów grających w Degrassi: Nowe pokolenie, by pomóc w budowie szkoły w Kenii. Akcja była prowadzona przez organizację Free the Children. Film dokumentalny z tej podróży był emitowany na antenie MTV w Kanadzie jesienią 2007. Pojawił się gościnnie w serialu Derek kontra rodzinka w odcinku „Ostatnia szansa Trumana” jako chłopak z imprezy. Wystąpił w roli Alexa w melodramacie Acquainted (2020).

## Filmografia
- 2007–2009: Degrassi: Nowe pokolenie jako Savtaj „Sav” Bhandari
- 2009: Derek kontra rodzinka jako chłopak z imprezy
- 2009: Degrassi Goes Hollywood jako Savtaj „Sav” Bhandari
- 2021–: Ginny & Georgia jako Joe
- 2023: Pracujące mamy jako Ram